# Liste des cours d'eau des Hautes-Alpes
Pour un article plus général, voir Géographie des Hautes-Alpes.

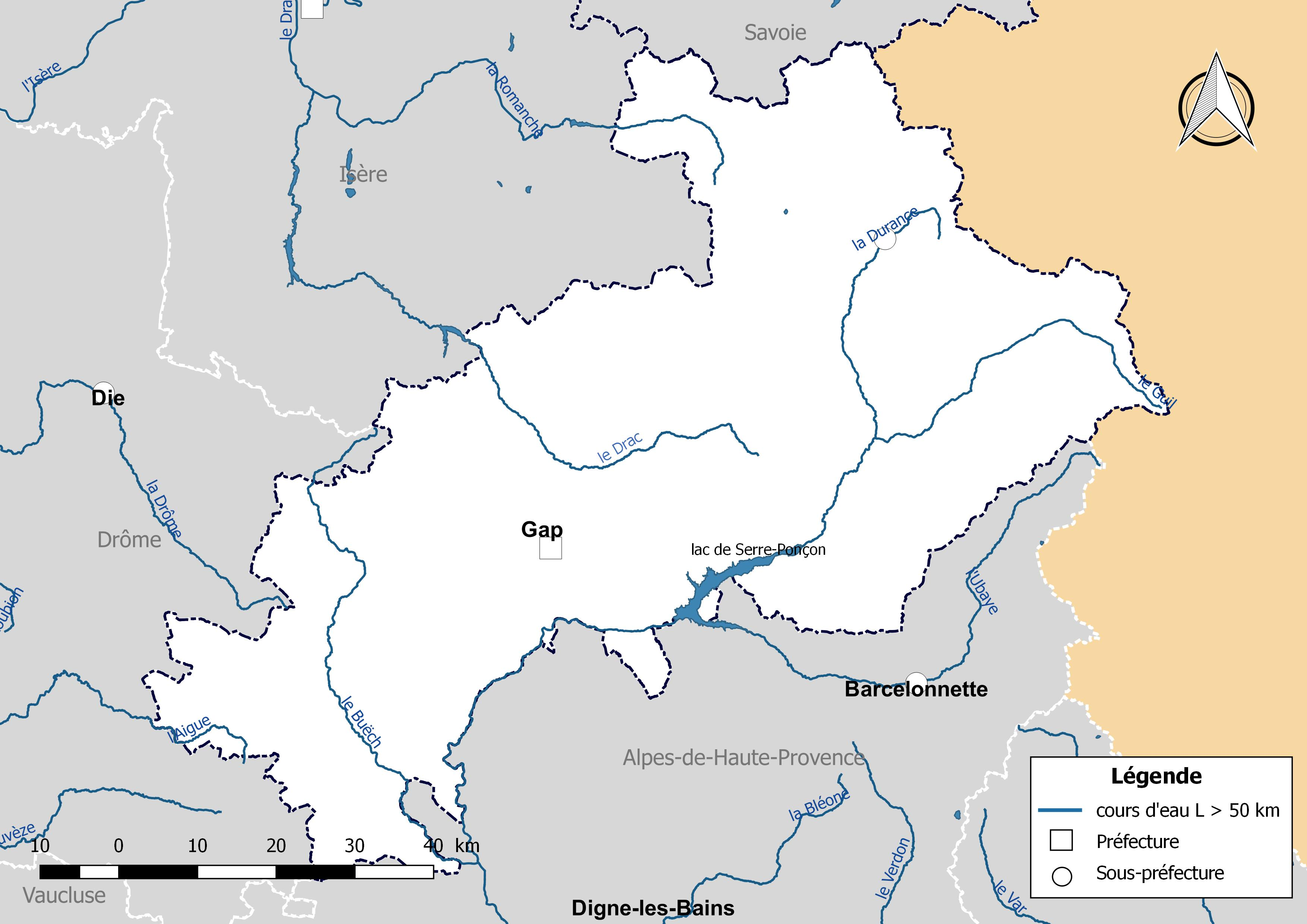
Carte des cours d'eau de longueur supérieure à 50 km drainant le département des Hautes-Alpes.

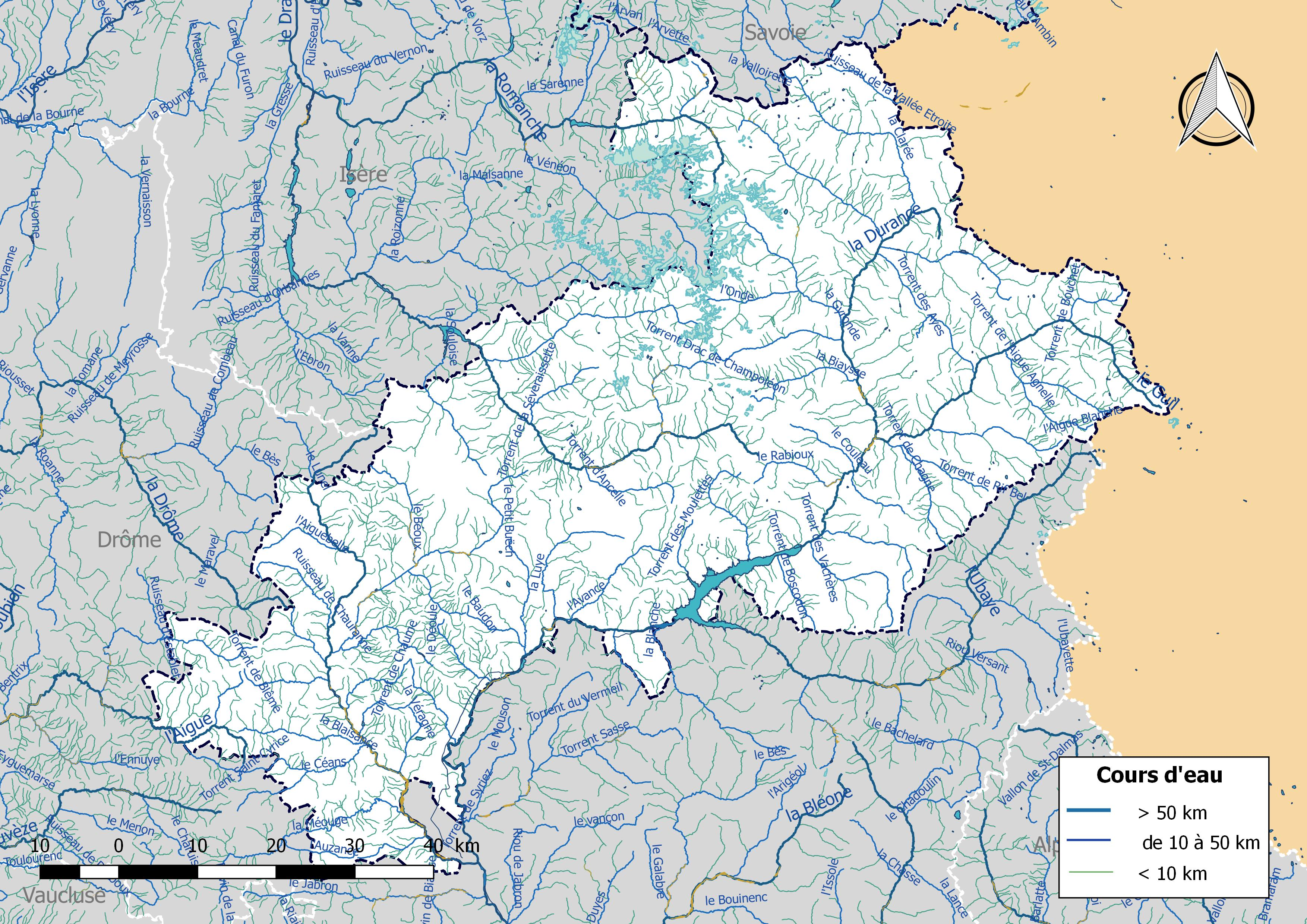
Réseau hydrographique du département des Hautes-Alpes.

Liste des cours d'eau des Hautes-Alpes est la liste des fleuves, rivières et autres cours d'eau qui parcourent en partie ou en totalité le département des Hautes-Alpes, en région Provence-Alpes-Côte d'Azur, et dont la longueur est supérieure à 10 km, sauf exceptions.

## Classement par ordre alphabétique

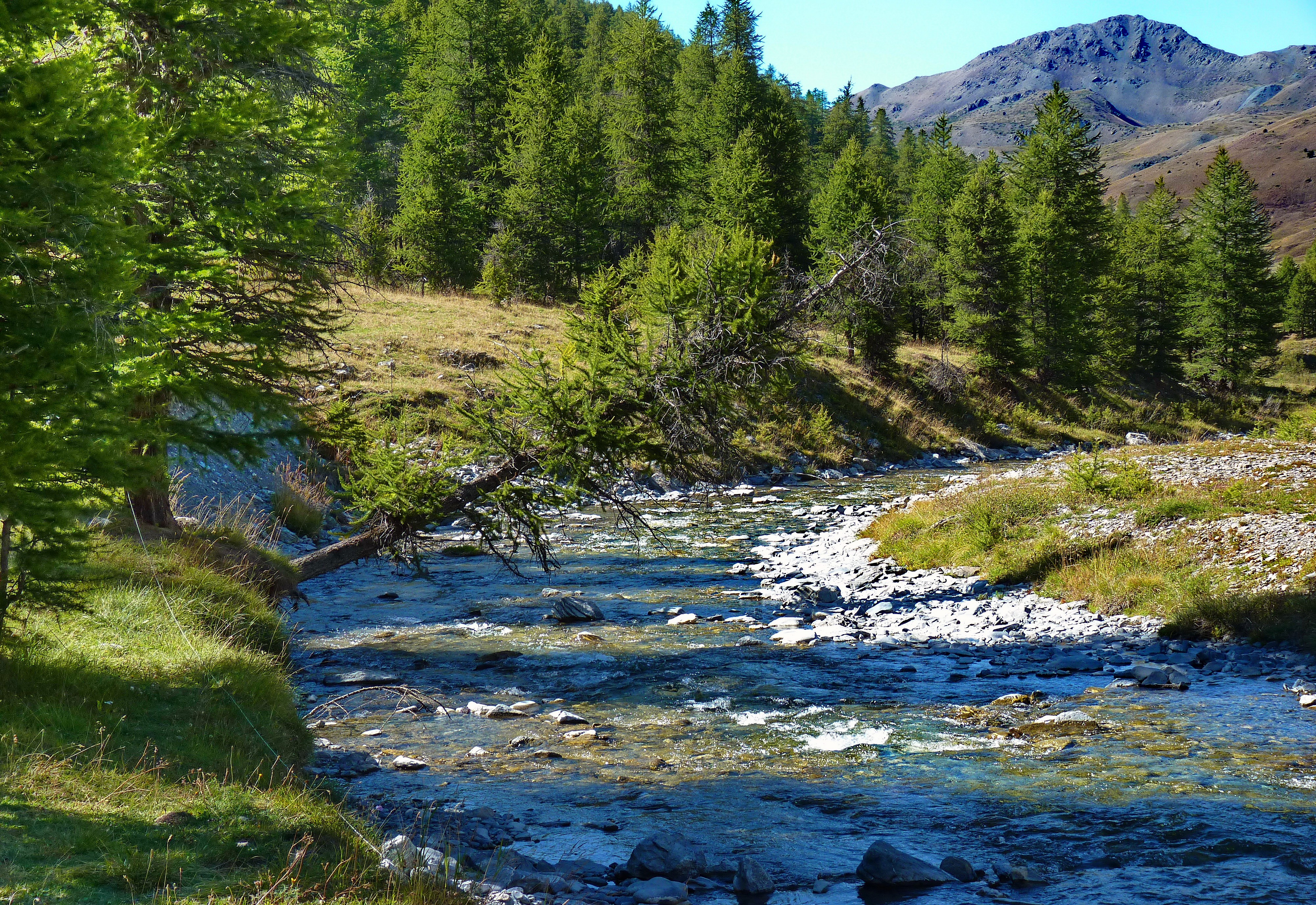
Un arbre fatigué à Cervières sur la Cerveyrette

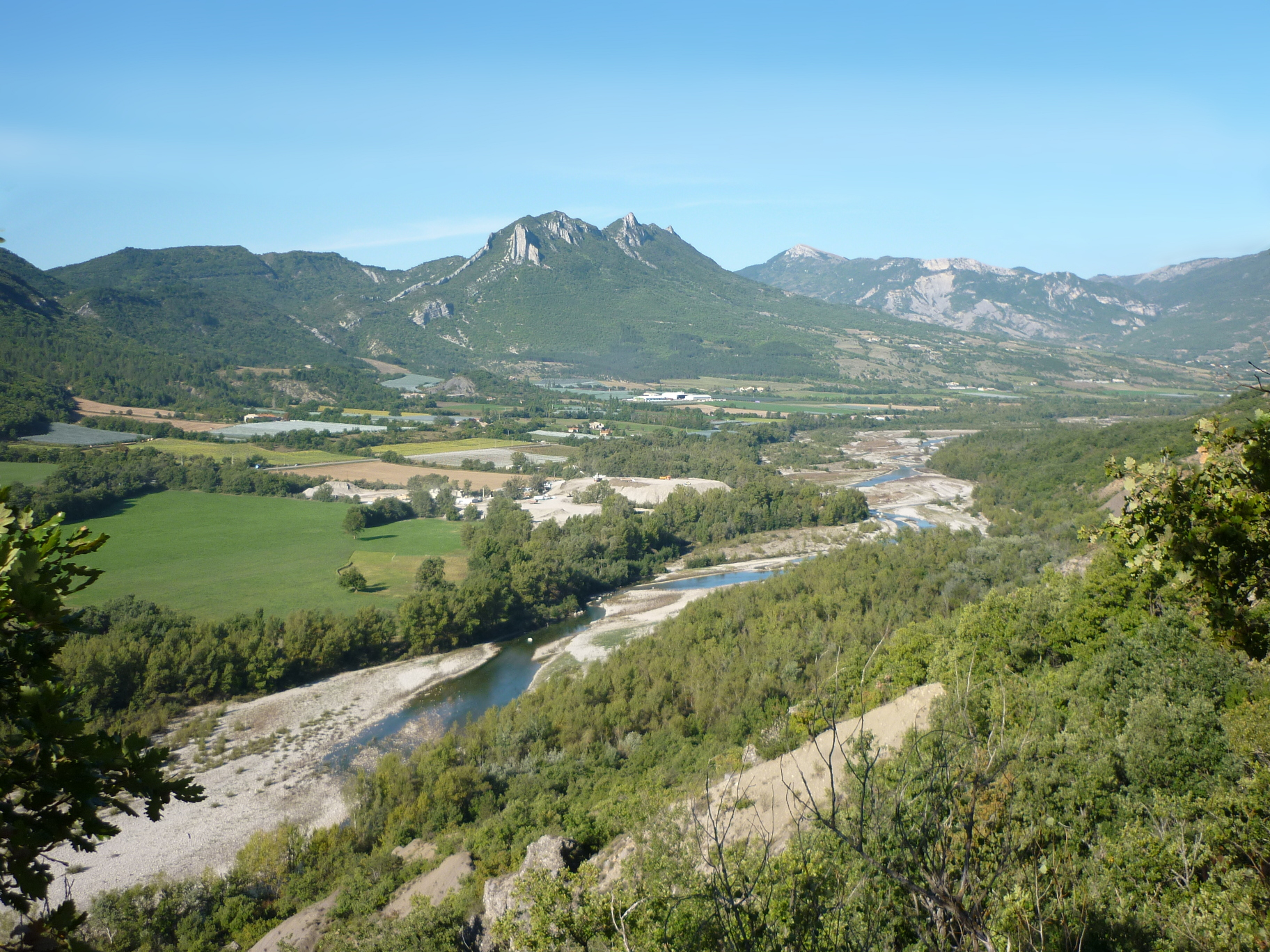
Le Buëch en aval de Ribiers.

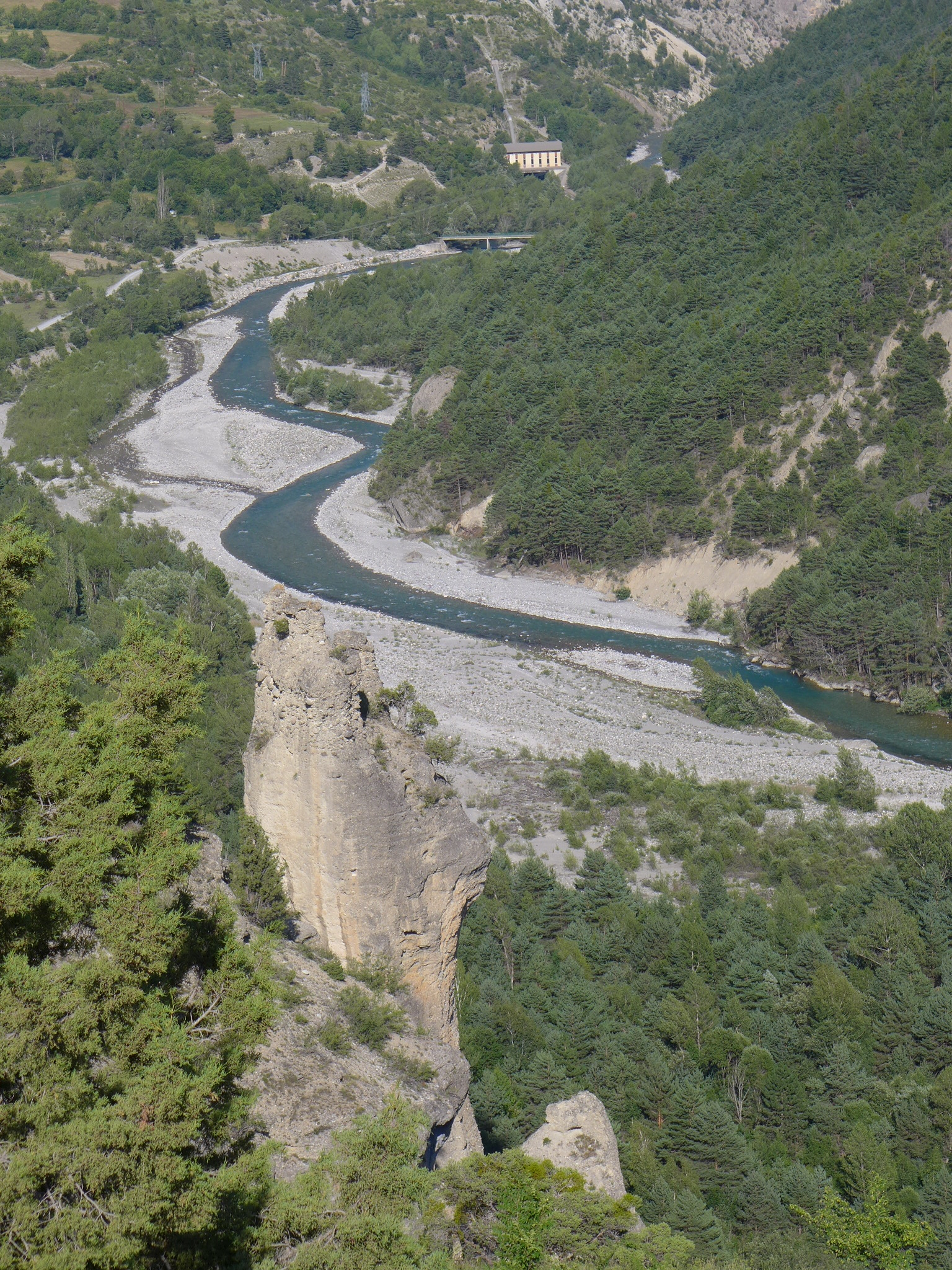
Le Guil à Mont-Dauphin.

- Aigue[S 1] - Armalause[S 2] - Avance[S 3]
- Béoux[S 4] - Biaysse[S 5] - Blaisance[S 6] - Blanche[S 7] - Blème[S 8] - Buëch[S 9] - Buissard[S 10]
- Céans[S 11] - Cerveyrette[S 12] - Chagne[S 13] - Chauranne[S 14] - Clarée[S 15] - Couleau[S 16] - Crévoux[S 17] - Cristillan[S 18]
- Doire[S 19] - Drac[S 20] - Drac Blanc[S 21] - Drac Noir[S 20] - Durance[S 22]
- Esclate[S 23] - Eygues[S 1]
- Fournel[S 24]
- Gâ[S 25] - Guil[S 26] - Guisane[S 27] - Gyronde[S 28]
- Lidane[S 29] - Luye[S 30]
- Maurian[S 31] - Méouge[S 32]
- Navette[S 33]
- Oule[S 34]
- Petit Buëch[S 35] - Petit Tabuc[S 36]
- Réallon[S 37] - Ribière[S 38] - Riou[S 39] - Romanche[S 40] - Rousine[S 41]
- Séveraisse[S 42] - Séveraissette[S 43] - Sigouste[S 44] - Souloise[S 45]
- Torrent d'Ancelle[S 46] - Torrent de Boscodon[S 47] - Torrent de Chevalet[S 48] - Torrent de Crévoux[S 17] - Torrent de Pra Reboul[S 49] - Torrent de la Rivière (Guil)[S 50] - Torrent de la Rivière (Petit Buëch)[S 51] - Torrent de Reyssas[S 52] - Torrent des Archettes[S 53] - Torrent du Gros Rif[S 54]
- Ubaye[S 55]
- Vachères[S 56],[1],[2]

## Classement par fleuve et bassin versant
Les Hautes-Alpes n'ont pas de fleuve traversant mais les bassins versants principaux sont ceux de l'Isère par le Drac, de la Durance, de l'Eygues, des affluents gauche du Rhône, ainsi que la Doire dans le bassin du Pô 
et donc soit :

### leRhône
- l'Isère, 286 km[S 57]
  - le Drac, 130,2 km[S 20]
    - le Torrent d'Ancelle, 16,5 km[S 46]
    - le Riou de Buissard, 7,9 km[S 10]
    - le Drac Blanc ou Torrent Drac de Champoléon, 17,2 km[S 21]
    - le Drac Noir, partie haute du Drac sur la commune d'Orcières, 15 km[S 20]
    - la Romanche, 78 km[S 40]
      - le Torrent du Gâ, 9,6 km[S 25]
      - le Maurian, 10,2 km[S 31]

    - la Séveraisse, 33 km[S 42]
      - le Torrent de Navette, 7,9 km[S 33]

    - la Séveraissette, 14 km[S 43]
    - la Souloise, 25,6 km[S 45]
      - la Ribière, 8,3 km[S 38]
- La Durance, 323,5 km[S 22]
  - l'Avance, 20,6 km[S 3]
  - la Biaysse, 17,4 km[S 5]
  - le Buëch, 85,2 km[S 9]
    - la Blaisance, 19,1 km[S 6]
    - la Blanche, 30,2 km[S 7]
    - le torrent de Blème, 14,3 km[S 8]
    - le Céans, 22,4 km[S 11]
      - le Torrent de Chevalet, 3,9 km[S 48]

    - le Ruisseau de Chauranne, 17,8 km[S 14]
    - le Couleau, 11,7 km[S 16]
    - la Méouge, 39,6 km[S 32]
    - le Petit Buëch, 44,5 km[S 35]
      - le Béoux, 17,3 km[S 4]
      - la Sigouste, 8 km[S 44]
      - le Torrent de la Rivière (Petit Buëch), 6,9 km[S 51]

    - le Riou, 10,9 km[S 39]

  - la Cerveyrette, 22,8 km[S 12]
  - la Clarée, 31,8 km[S 15]
  - le Fournel, 19,1 km[S 24]
  - le Torrent de Crévoux, 18,7 km[S 17]
  - le Guil, 51,5 km[S 26]
    - le Cristillan, 19,7 km[S 18]
    - le Torrent de Chagne, 19,5 km[S 13]
    - le Torrent de la Rivière (Guil), 14,7 km[S 50]

  - la Guisane, 27,7 km[S 27]
    - le Petit Tabuc, 6,5 km[S 36]
    - le Torrent du Gros Rif, 3,1 km[S 54]

  - la Gyronde, 23,6 km[S 28]
  - la Luye, 22,6 km[S 30]
  - le Réallon, 19,8 km[S 37]
    - le Torrent de Reyssas, 5,7 km[S 52]

  - le Rousine, 18,3 km[S 41]
  - le Torrent de Boscodon, 11,9 km[S 47]
  - le Torrent de Pra Reboul, 9,5 km[S 49]
  - l'Ubaye, 82,7 km[S 55]
  - la Vachères, 21,9 km[S 56]
- l'Eygues ou l'Aigue, 114,2 km[S 1]
  - l'Armalause, 10,5 km[S 2]
  - le Torrent de l'Esclate, 10,1 km[S 23]
  - la Rivière Lidane, 6,6 km[S 29]
  - l'Oule, 32,7 km[S 34]
    - le Torrent des Archettes, 8,3 km[S 53]

### lePô
- la Doire, 125 km dont 4,9 km en France sur la commune de Montgenèvre[S 19]

## Hydrologie par ordre alphabétique de cours d'eau

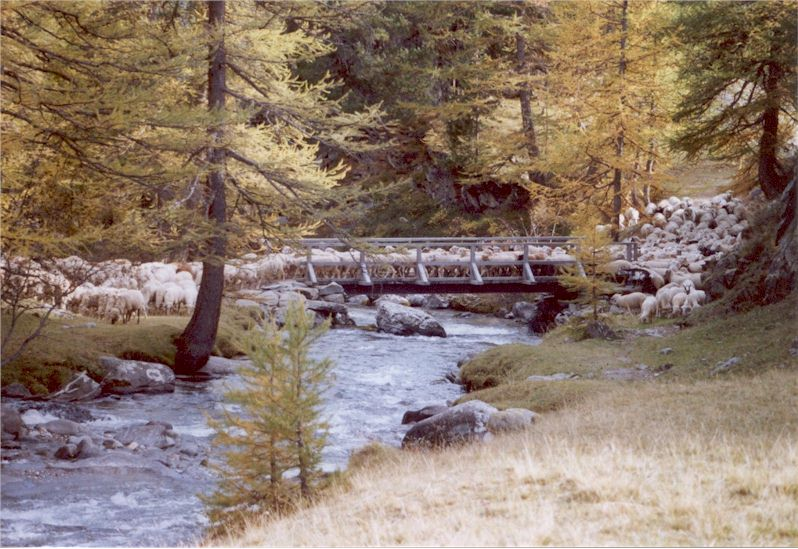
Haute vallée de la Clarée.

La Banque Hydro a référencé les cours d'eau suivants : 
- l'Avance à Remollon (Malcol)[BH 1]
- le Buech à :
  - Serres (Pont de Pierre)[BH 2], Serres (Les Chambons)[BH 3], Lagrand[BH 4], Laragne-Montéglin[BH 5]
- la Cerveyrette à Cervières[BH 6]
- la Clarée à Névache[BH 7]
- le Couleau à Saint-Clément-sur-Durance (Moulin)[BH 8]
- le Drac à :
  - Saint-Jean-Saint-Nicolas (Les Ricous)[BH 9], Saint-Jean-Saint-Nicolas (Pont du Fossé)[BH 10], Chabottes (Pont de Chabottes)[BH 11]
- le Drac Blanc à Champoléon (Gondouins)[BH 12]
- le Drac de Champoléon à Champoléon (Pont de Corbière)[BH 13]
- le Drac Noir à :
  - Orcières (Merlette)[BH 14], Orcières (Les Tourengs)[BH 15]
- la Durance à :
  - Val-des-Prés (Les Alberts)[BH 16], Val-des-Prés (La Vachette)[BH 17], Briançon (aval)[BH 18], l'Argentière-la-Bessée[BH 19], Embrun (La Clapière)[BH 20], Espinasses (Serre-Ponçon)[BH 21], Valserres (Pont de l'archidiacre)[BH 22]
- l'Eygues à : Saint-André-de-Rosans[BH 23]
- la Gerle (source) à Veynes (Route de Glaise)[BH 24]
- la Guisane au :
  - Monêtier-les-Bains (Le Casset)[BH 25], Monêtier-les-Bains (Pisciculture)[BH 26], à Saint-Chaffrey (Chantemerle)[BH 27]
- la Lidane à Rosans[BH 28]
- la Luye à Jarjayes (Les Genstriers)[BH 29]
- le Maraize au Saix[BH 30]
- la Navette à la Chapelle-en-Valgaudémar (Oulles du Diable)[BH 31]
- la Neyrette à Saint-Disdier (Moulin de Nayrette)[BH 32]
- le Petit Buech à 
  - la Bâtie-Montsaléon[BH 33], Veynes[BH 34]
- le Petit Tabuc au Monêtier-les-Bains (Grand Pré)[BH 35]
- la Ribière à Agnières-en-Dévoluy (La Combe)[BH 36]
- le Riou à 
  - Saint-Genis (amont)[BH 37], Saint-Genis (Jubéo)[BH 38], Saint-Genis (aval)[BH 39]
- la Séveraisse à Villar-Loubière[BH 40]
- la Sigouste à Montmaur (Chateau Beylon)[BH 41]
- la Souloise à 
  - Saint-Étienne-en-Dévoluy (1)[BH 42], Saint-Disdier (Pont de la Baume)[BH 43], Saint-Étienne-en-Dévoluy (2)[BH 44], à Saint-Disdier (Les Roures)[BH 45]
- le torrent d'Ancelle à Ancelle[BH 46]
- le torrent de l'Oulle à Montmorin[BH 47]
- le torrent de Chevalet à Orpierre (Bas Chevalet)[BH 48]
- le torrent de Crévoux à Baratier[BH 49]
- le torrent de Malcros à Champoléon[BH 50]
- le torrent de Pra Reboul à Saint-Crépin (L'Adroit)[BH 51]
- le torrent de la Blême à l'Épine[BH 52]
- le torrent de la Rivière (Guil) à Arvieux (L'Eychaillon)[BH 53]
- le torrent de Réallon à Réallon[BH 54]
- le torrent de Reyssas à Puy-Saint-Eusèbe[BH 55]
- le torrent des Archettes à Bruis[BH 56]
- le torrent des Vachères aux Orres (les Ribes)[BH 57]
- le torrent du Rif au :
  - Monêtier-les-Bains (Pont de l'Alpe)[BH 58], Monêtier-les-Bains (Le Lauzet)[BH 59]